# بوبي بوشامب
بوبي بوشامب (بالإنجليزية: Bobby Beauchamp)‏ هو متزلج فني أمريكي، ولد في عقد 1960.